# Historia de la Armada de México
La Armada de México fue creada desde la consumación de la independencia, en 1821, aunque fue en el siglo XX que adquirió una mayor importancia y atención por parte de los gobiernos. El 26 de enero de 1912 se publicó en el Diario Oficial de la Federación la Ordenanza General de la Armada. El 31 de diciembre de 1940 ya que fue creada la Secretaría de Marina (a partir de 1940) como entidad rectora de la Armada de México, hasta antes había dependido de la se

## Antecedentes
Se conoce comercio, en términos históricos, como el principal generador de la creación de la navegación en el mundo así como de la marina de guerra, ya que después de ello, se generó la necesidad de proteger las mismas embarcaciones de los piratas que querían apoderarse de los bienes que en ellos se transportaban por cuestiones de riqueza y valor económico. Este fenómeno es el más estudiado y conocido en el mundo, ya que muchas veces en la historia se apunta a los pueblos europeos como los pioneros del mismo, pues circundaban el Mar Mediterráneo. A lo largo de la historia, con el desarrollo de nuevas técnicas y herramientas de navegación, se comenzaron a utilizar los buques como instrumento de los ejércitos para transportar soldados a lugares alejados del su territorio y cuidar las poblaciones de posibles ataques de piratas, todos ellos principalmente vinculados al tema militar terrestre.
La primera batalla naval registrada de la historia fue la batalla del Delta del río Nilo, en tiempos de Ramsés III (siglo XII a. C.).
Otra famosa batalla naval fue la batalla de Salamina entre griegos y persas, durante las llamadas guerras médicas (año 480 a. C.), relatada por Heródoto en sus historias.   
La actividad naval en México se inicia con las actividades marítimas que los pueblos indígenas desarrollaron en Mesoamérica y en la cultura y conocimientos que se heredaron de España donde se juntan los conocimientos de diversas culturas que navegaron por el Mar Mediterráneo, así como la de los primeros navegantes que recorrieron en sus expediciones las costas de África y la India. Con el avance cada vez mayor de los conocimientos y experiencias que habían aprendido uno de otro, fue con lo que finalmente cruzaron el Océano Atlántico llegando a las costas del continente americano. 
Antes de la llegada de las primeras exploraciones españolas en 1521, el territorio mexicano se encontraba dirigido por pequeñas naciones diferentes en cuestiones de política y cultura. Las culturas principales y más poderosas se encontraban asentadas en el altiplano mexicano, lo que los situaba lejos del mar ya que eran separados del litoral por las grandes formaciones rocosas de la Sierra Madre Oriental y la Sierra Madre Occidental. Los pueblos costeros, que se encontraban en aquel entonces menos desarrollados y que además, muchos de ellos debían de pagar tributo a los otros, practicaron la navegación fluvial y marítima con el único propósito de pesca y en algunos casos cuestiones comerciales, es cierto pues, que hasta el momento no se dispone de ninguna referencia fidedigna que mencione el empleo de embarcaciones militares. A pesar de ello, eso no da por hecho que estas no hubiesen existido, pues se puede llegar a pensar que algunos pueblos costeros podrían haber utilizado pequeñas embarcaciones con el propósito de transportar soldados a un área de batalla o inclusive se podría hablar de los aztecas que, por ser una cultura principalmente guerrera y dependiente de su ejército al que debía su poder, usaba estas embarcaciones para salir a combatir desde Tenochtitlan por el lago de Texcoco.
Si nos remontamos a la más antigua civilización de Mesoamérica, existiendo aproximadamente en los años 1500 a. C. y que desapareció por el 900 a. C., fue la cultura Olmeca, de esta cultura se tienen muy pocos vestigios arqueológicos, si hablamos en términos marítimos, la información es muy reducida, a pesar de ello, los Olmecas eran una civilización establecida en las costas mexicanas, en una zona que fue densamente fluvial y pantanosa en lo que hoy conocemos como los estados de Tabasco y Veracruz, por lo que muchos suponen que utilizaron la navegación a través de las canoas, siendo esto confirmado por los arqueólogos mexicanos Ramón Piña Chan y José Luis Covarrubias, que en su libro titulado "El Pueblo del Jaguar, los Olmecas Antiguos", explican que en La Venta se habían encontrado unas representaciones a estilo de canoas, haciendo suponer que navegaban del río Tonalá con dirección al mar.
Tiempo después, los mayas desarrollaron una gran cantidad de conocimientos científicos en diferentes campos de la astronomía, de la matemática, la arquitectura, la medicina así como la ingeniería, dichos conocimientos han asombrado a gran parte de la comunidad científica actual y que aún son objeto de estudio en diferentes campos de la ciencia moderna, encontrado en los objetos arqueológicos. Los mayas incluso llegaron a ser conocidos como navegantes y artesanos navales, pues fueron estas embarcaciones las que se encontraron por primera vez con los españoles en una de las primeras expediciones en el nuevo continente, no po nada J. Eric S. Thompson llamó a la cultura maya como "Los Fenicios del Nuevo Mundo". Bernal Díaz del Castillo escribe en sus cartas que en Catoche, situado al extremo noreste de Yucatán, haber visto "diez canoas muy grandes llenas de indios que venían a remo y vela", explica después como eran aquellas canoas, "estas son canoas hechas a manera de artesas y son grandes y de maderos gruesos y cavados... y muchas de ellas en que caben cuarenta indios". Cristóbal Colón escribió después de su cuarto viaje, lo que parece ser el encuentro español con una de esas "canoas" que encontró cerca de las llamadas Islas de la Bahía en Honduras, describiéndola del largo de una galera y de unos cinco codos de ancho, lo que hoy sería como de unos 2.5 m aproximadamente. Hoy se sabe que las rutas marítimas de los mayas abarcaban la región de la Huasteca, Centroamérica y algunas islas del Caribe, transportando mercancías de diversos lugares que visitaban para su venta.
Otro ejemplo de los antecedentes de la historia mexicana naval es el de los aztecas, a los que se puede reconocer como una cultura acuática de asentamiento lacustre ya que su civilización se desarrolló en medio del lago de Texcoco, por lo que tuvieron la necesidad de transportarse sobre chinampas unidas entre sí con el fin de lograr bloques comunicados por canales. Los españoles quedaron simplemente maravillados con la estética de Tenochtitlan. Bernal Díaz del Castillo describe el arribo español a Iztapalapa el 8 de noviembre de 1519 escribiendo lo siguiente: "nos quedamos admirados y decíamos que parescía a las cosas de encantamiento que cuentan en el libro de Amadís, por las grandes torres y cúes y edificios que tenían dentro del agua, y todos de calicanto, y aun algunos de nuestros soldados decían que si aquello que veían si era entre sueños, y no es de maravillar, que yo lo escriba aquí desta manera, porque hay mucho que ponderar en ello y no sé cómo lo cuente, ver cosas nunca oídas ni vistas ni aun soñadas como vimos…".
Los indígenas y españoles serían los protagonistas de una de las paradojas más interesantes en la historia de México, pues fue en la región conocida como altiplano, que se encuentra a 2300 m s. n. m., que se inició la historia de la construcción naval en el continente de América, cuando Cortés decidió mandar a construir en Tlaxcala trece bergantines que después servirían para poner en sitio a la gran Tenochtitlán generarse una batalla naval en el propio lago de Texcoco entre las embarcaciones españolas y las canoas aztecas, correspondiendo la victoria a los españoles el 13 de agosto de 1521. Hernán Cortés, después de la derrota del 30 de junio de 1520 conocida como la de la Noche Triste, y su experiencia ganada en la batalla durante la cual muchos de sus caballos y soldados murieron en los cortes de las calzadas, creyó conveniente que la mejor manera para atacar y ganar con éxito la batalla era utilizar una movilidad militar combinada por dos fuerzas, es decir enviar un ataque por agua y otro por tierra. 

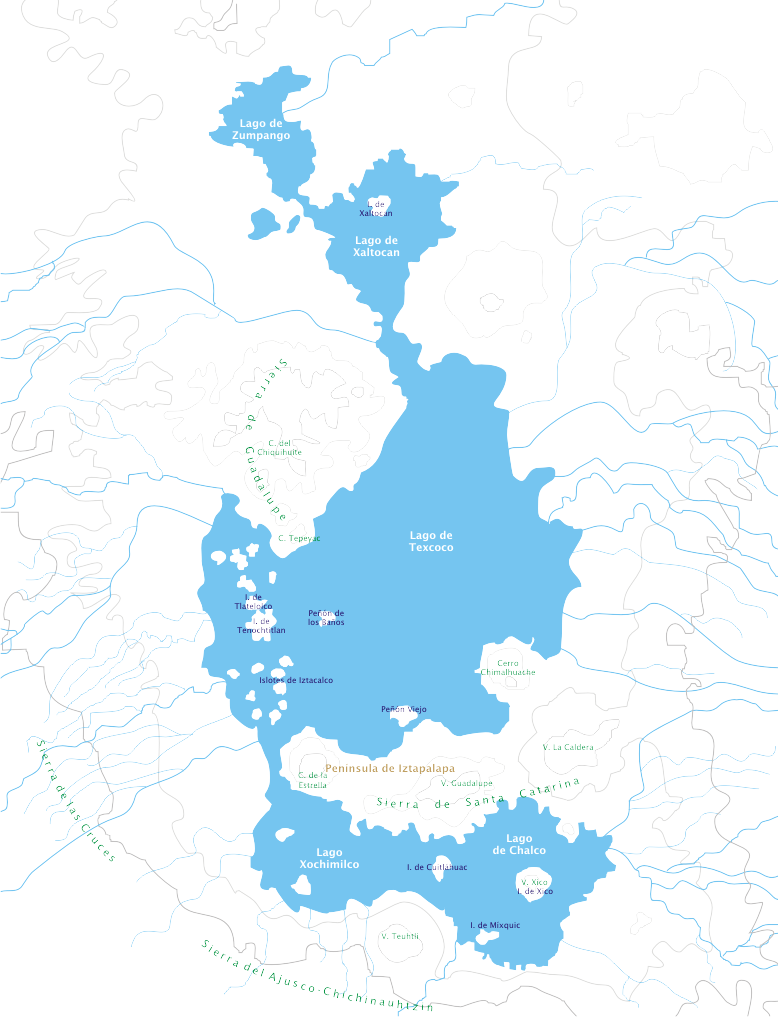
Estado primitivo del lago de Texcoco, lugar donde navegaron los 12 bergantines de Cortés.

Manda hacer pues a Tlaxcala 12 bergantines (aunque este cambiaría de idea por lo que luego serían trece), iniciándose su construcción hacia octubre de 1520 y concluyéndose aproximadamente por los meses de febrero o marzo del siguiente año. Parece casi imposible y extraño la de fabricar, en Tlaxcala, que era un poblado muy tierra adentro la mayor cantidad de las partes de los navíos ya que después de la creación de las mismas tenían que ser transportadas por lo que serían casi 100 km por un terreno montañoso, hasta llegar a Texcoco que se encontraba en ese entonces a las orillas del lago de Texcoco. La repuesta se encuentra en que los tlaxcaltecas, en ese entonces, eran el principal y único apoyo que tenían en esos días los españoles. A pesar de ello, gracias a la ayuda de los mismos que les brindabanlo mejor posible, y de los carpinteros y herreros la descabellada idea se volvió realidad. Antes del comienzo de las obras, ya Cortés había enviado a Santa Cruz a Veracruz para que le trajese a Tlaxcala de los barcos que habían sido desmantelados algunas partes como las anclas, el clavazón, las estopas, las velas, los cables y unas jarcias, así como de unos calderos que servirían para hacer la brea; con ello, los marineros hicieron una resina llamada pez, que es necesaria para las juntas y el calafateo de las embarcaciones en unas colinas cercanas a Tlaxcala en Huejotzingo. El carpintero, Martín López, que se especializaba en obras navales y que ya había construido 4 bergantines que habían sido quemados por los indígenas en la Noche Triste, dirigió el encargo que le había impuesto Cortés, por octubre de 1520. López llegó a Tlaxcala con las herramientas necesarias para después comenzar a buscar en los montes que se encontraban cerca la madera de encino, pino y roble que sería necesaria para su construcción.
Los bergantines al término de su construcción fueron probados en el río Zahuapan que los indígenas habían represado para cumplir aquel propósito. Al término de estas pruebas los bergantines fueron desbaratados otra vez para así lograr su transporte de Tlaxcala a Texcoco, donde volverían a armarse y serían dotados de artillería. La operación de la defensa de las piezas en su transporte a Texcoco (ya que era un volumen muy considerable de madera y aparatos), estuvo a cargo de Gonzalo de Sandoval, que debía de cruzar montañas, pasando por tierras enemigas, para lo que se hizo de doscientos soldados españoles, 20 escopeteros así como ballesteros y 15 de caballería, más gran parte del ejército tlaxcalteca. 
A su llegada a Texcoco comenzaron a cavar con el fin de crear un pozo a manera de dique que serviría para armar a los bergantines, construyendo también una zanja que comunicara al dique con el lago. Las medidas de los bergantines, según C. Harvey Gardiner, podrían haber sido de estas caracteríscas pues contaban con pocos recursos: aproximadamente una eslora de entre 11,76 m y 13,44 m esto, para la embarcación que comandaría a las demás. Si tomamos en cuenta la anchura del canal de Texcoco esta debió haber sido de 3,92 m y la manga máxima de unos 2,24 a 2,52 m cuando mucho, un calado aproximado de entre 56 y 70 cm y una altura libre de 1,12 m. 
Las pequeñas embarcaciones estaban compuestas de marinos que servían de remeros en cada lado de la misma y tenían uno o dos mástiles con velas si podemos observar el Códice Florentino. La propulsión principal de las embarcaciones era de los remos cortos y cada bergantín llegaba a transportar hasta 25 personas incluyendo al Capitán. El 28 de abril de 1521 los bergantines se encontraban enfilados en la zanja con el fin de navegar con dirección a la capital azteca y comenzar la batalla, comprobando así su eficiencia para la guerra. Las operaciones y las técnicas usadas corrían a mano del conocimiento español, mientras que la mano de obra, así como el transporte y la construcción de la zanja eran indígenas, pues para los soldados españoles que comandaban y vigilaban el transporte, resultaría incómodo tener que participar en el mismo cuando se tenían millares de indígenas a su disposición. Es así como nacen los inicios de la construcción naval en América con fines eminentemente militares, pero además, de tipo moderno, pues aquellos principios de tecnología serían desarrollados en los astilleros del siglo XX. El inicio del sitio comenzó en el mes de mayo de 1521 y se prolongó por 75 días según palabras de Cortés, según esto el sitio debió haber iniciado el 30 de mayo, sin embargo, Bernal Díaz del Castillo afirma que este duró 93 días. Durante los preparativos para la guerra lacustre, Ixtlixochitl, quien en ese entonces era el rey de Texcoco impuesto por el mismo Cortés, ordenó que se agruparan todas las canoas del reino disponibles para que algunas acompañaran en su ida a los bergantines y que las otras fuesen usadas para el transporte de material militar para el sitio. Cuando la flota estuvo lista, zarparon de Texcoco para ir sobre Tenochtitlan. Podríamos llamar a esta peculiar Armada como la coalición Hispano–Texcoco-Tlaxcalteca, compuesta de trece bergantines armados de un cañón, ballesteros y arcabuceros y una cantidad que no podemos precisar de canoas indígenas tripuladas con guerreros de la coalición, aunque se mencionan varios miles que comenzaron el sitio. Las operaciones militares que se desarrollaron en el lago de Texcoco se pueden considerar como una verdadera batalla naval, ya que los aztecas tuvieron que enfrentar a la flota de la coalición compuesta de cientos de canoas, generándose el primer enfrentamiento durante el asalto a Iztapalapa en el lugar conocido como Peñón Grande, donde, según los relatos de la época, se desarrolló una batalla muy encarnizada por la protección del lugar. La diferencia tecnológica de armamentos y el número de adversarios a los que se enfrentaron los aztecas dieron lugar a la victoria Aliada, que echaron a pique a más de quinientas canoas aztecas, a pesar de ello los aztecas lograron varar dos bergantines matando a sus tripulantes restando así fuerza a los españoles. La victoria española no significó la rendición de los aztecas; la guerra de conquista se prolongó día con día hasta el 13 de agosto con la captura del tlatoani Cuauhtémoc.
Cuando los aztecas perdieron su último reducto de tierra, los bergantines comenzaron a perseguir y destruir las canoas aztecas por los canales del lago. García Olguín, quien era capitán de un bergantín, apresó la embarcación en donde se encontraban los señores de México, Tezcoco y Tlacopan: Cuauhtemótzin, Conacochtzin, Tetlepanquetzaltzin vistiendo mantas de maguey ya muy sucias por el hambre y la enfermedad que se había generado en la ciudad debido al sitio. Gonzalo de Sandoval y García Olguín llevaron a los mismos ante Cortés, que se encontraba en el barrio de Amexcac, es ahí donde el tlatoani mexica dice que el ya había hecho todo lo pudo de su parte para defender a su pueblo, que ahora el hiciera lo que quisiera poniéndole a Cortés un puñal en la mano para que lo matara.

## La Nueva España y la Armada de Barlovento

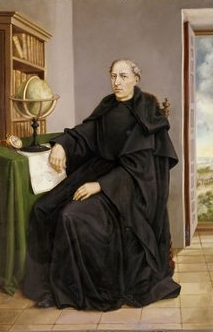
Andrés de Urdaneta descubrió y documentó la ruta a través del océano Pacífico desde Filipinas hasta Acapulco, conocida como Ruta de Urdaneta o tornaviaje.

En la ya constituida Ciudad de México se planeó una de las expediciones más importantes de la navegación del siglo XVI, pues contribuyó a encontrar la ruta de América a Asia además de la conquista y colonización españolas de las Islas Filipinas. Felipe II, rey de España decidió ordenar al Virrey Luis de Velasco en el año de 1559 para que este organizara una expedición de conquista de las Islas Filipinas, que fueron descubiertas durante la expedición de Magallanes en 1521. Se nombró entonces jefe de la expedición a fray Andrés de Urdaneta y Zerain, que era un religioso agustino así como profundo conocedor de las ciencias náuticas. Urdaneta declinó al poco tiempo, quedando el mando de la operación el general Miguel López de Legazpi. A pesar de haber declinado, Urdaneta formuló el proyecto de navegación para la expedición. Los preparativos para el inicio de la expedición duraron 5 años. Urdaneta envía al Rey el plan a seguir, donde cree conveniente que la escuadra salga de Acapulco, pues decía que el de Barra de Navidad era de tierra "malsana" ya que mucha gente perecía. Decía pues que el puerto de Acapulco era el lugar indicado para el arme del astillero y la fabricación de navíos así como la carga y descarga de los mismos, decía que en Acapulco de igual forma se podía hacer toda la artillería y anclas que se necesitasen pues había mucho cobre, del que se podía hacer artillería, aunque no muy buena porque reventaba rápido. Acerca de la logística de personal añadía que era necesario llevar a mestizos, mulatos, negros y esclavos emancipados y darles oficio. 
La Armada estaba compuesta de la nao capitana de 500 toneladas llamada San Pedro, el San Pablo que era la nave almiranta y tenía un tonelaje de 400 toneladas, el galeoncete San Juan de 100 toneladas y el patache San Lucas. Laas embarcaciones fueron construidas en astilleros novohispanos y zarparon del Puerto de Barra de Navidad el 21 de noviembre de 1564. El plan de Urdaneta planteaba navegar con dirección a Nueva Guinea sin embargo el rey le ordenó navegar directamente a las Filipinas. Al principio arribaron a las islas Carolinas Orientales, conocidas hoy en día como Islas Marshall donde descubren una isla que no era mencionada en ningún mapa por lo que le dieron el nombre de Barbudos, luego tocaron las Islas Marianas donde tomaron posesión de la isla de Guam, para luego arribar a la isla de Samar que se encuentra en el archipiélago filipino. Después de su arribo a la isla de Samar la escuadra se dirige a Leyte y luego a Mindanao, recorriendo muchas islas hasta su arribo a Cebú donde libraron ligeros combates en tierra con los indígenas del lugar, desembarcando el 5 de mayo de 1565 para iniciar una campaña militar corta que terminó con la ocupación definitiva de la isla, fundando la Villa de San Miguel, que fundó como la capital de las islas conquistadas hasta 1571. El regreso de la expedición se dispuso para el 1 de junio de 1565, pues Legazpi permaneció en Filipinas para iniciar el proceso de colonización como lo había ordenado el rey, quedándose como primer gobernador de Filipinas nombrado por la Corona española. En ese viaje sólo participó el galeón San Pedro que estaba al mando del capitán Felipe de Salcedo, nieto de Legazpi, en aquel entonces de 18 años. Urdaneta preparó el itinerario de regreso con el que la embarcación estaría alejado de zonas de tormentas, navegando primeramente hacia Japón. La travesía fue larga, avistando el 18 de septiembre tierras en América. El 26 de septiembre, después de 118 días de navegación, avistan California y comienzan a descender. Se encontraron con Isla de Cedros y Loreto, los cabos de la Paz y San Lucas, las Islas Marías así como el Cabo Corrientes, sin embargo la llamada "peste de mar" se desarrolla a bordo matando al contramaestre, el piloto y 14 marineros cerca de Barra de Navidad, por lo que Urdaneta continua hasta Acapulco con 18 tripulantes sobrevivientes que arribaron el 8 de octubre. El capitán Alonso de Arellano iba al mando del patache San Lucas, una pequeña embarcación de 20 tripulantes que se extravió después de haber salido de Barra de Navidad pues una tormenta lo separó de la flota. Al no tener noticias de ninguna embarcación pues se encontraban aislados, continuó el viaje para reencontrarse con la flota española en las islas Molucas donde espero 30 días y después recorrió las costas de China buscando a Legazpi, sin tener conocimiento de la flotilla, decide regresar a Nueva España, donde llegaron a la península de Baja California. Cuando se dirigía a Barra de Navidad, una tormenta hizo que la embarcación casi se viniera a pique, ante la desesperación de los tripulantes prometieron que si se salvaban de la misma llevarían cargando el palo mayor hasta la Ciudad de México y lo plantarían en el cerro del Tepeyac. La embarcación llegó a tierra el 9 de agosto de 1565, siendo el patache San Lucas el primer barco que cruzó el Océano Pacífico de Oeste a Este. Es por ello que se ve un mástil de barco en tierra en la antigua basílica del cerro del Tepeyac, siendo hoy una réplica de cemento.

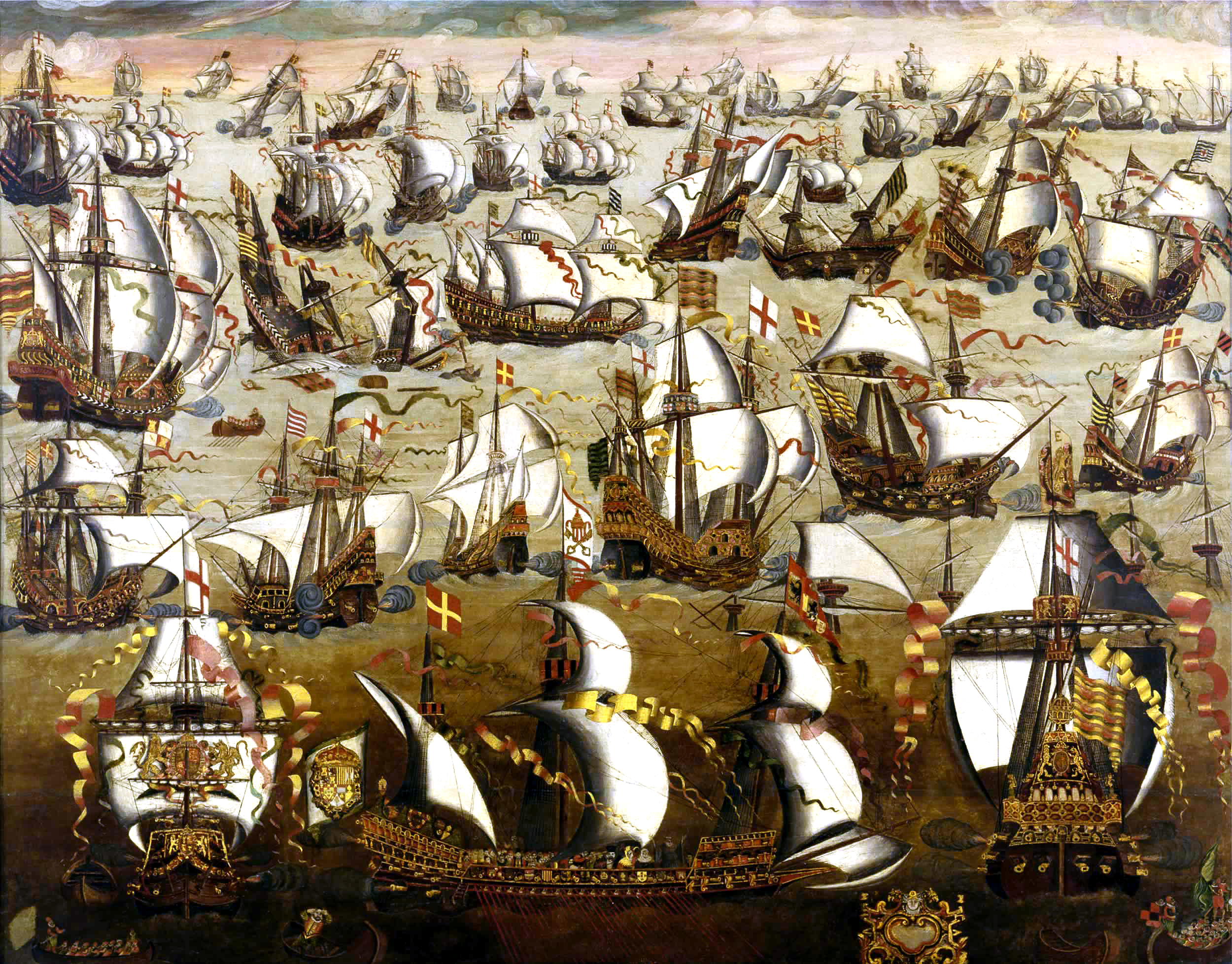
La Armada Invencible contra la flota inglesa.

España, a pesar de ser en ese entonces el imperio más poderoso del mundo en los inicios del siglo XVI era constantemente hostigado por los reinos que ya había subordinado, tratando de obtener así más independencia desde que el rey Carlos, V de Alemania y I de España, heredó los territorios del Sacro Imperio Romano Germánico de sus abuelos Habsburgo así como los territorios ibéricos, que por supuesto incluían las posesiones que habían conquistado en América que heredó de sus abuelos maternos de las casas de Castilla y Aragón. Su hijo, el rey Felipe II, continuó con el legado de su padre: buscó la unidad de la monarquía española y continuar la lucha contra los musulmanes y protestantes. Estos conflictos son un ejemplo de las constantes guerras en las que tenía que participar el Imperio español por diversas causas: la existencia de ataques piratas en las costas españolas en el norte de África así como la sublevación de los moriscos de Las Alpujarras de 1568 y que fue sofocada en 1571, o la batalla de Lepanto en 1571 que desmoronó la moral otomana durante la Invasión otomana en Europa; el fracaso de la Armada Invencible, durante la guerra anglo-española de 1585-1604, pues ambos se disputaban el control del océano Atlántico y la rebelión surgida en los Países Bajos que buscaban su independencia en la guerra de los Ochenta Años. Es decir, España seguía prosperando gracias al comercio que sostenía con sus colonias en América pero al mismo tiempo sostenía guerras diferentes contra Francia durante las Guerras Italianas, Inglaterra y las Provincias Unidas. Durante la mitad del reinado de Felipe IV se puede observar la importancia de la figura del Conde-duque de Olivares, que promovió un grupo de reformas fiscales, administrativas y militares que nunca se pudieron llevar a cabo por la guerra que se sostenía con Francia y posteriormente a la guerra de los Treinta Años, de nuevo una guerra contra los Países Bajos y las guerras de Portugal y la Sublevación de Cataluña (1640). Estas situaciones complicaron la situación política de la Monarquía hasta la firma de la Paz de Westfalia, donde por fin se logró un equilibrio en Europa a costa de las derrotas de España, pues existió una constante declinación naval que inició con la derrota de la Armada Española en la batalla de las Dunas el 21 de octubre de 1639 contra a la flota de los Países Bajos. Estos acontecimientos acaecidos España tuvieron, por supuesto, repercusiones en la Nueva España, que era dependiente a un Imperio acosado desde puntos militares y políticos por sus enemigos, siendo las líneas de comunicación marítima los principales objetivos de enemigos y piratas. La Nueva España contaba con dos puertos importantes en la costa oriental donde llegaban la mayoría de las mercancías que se enviaban a España, como lo eran Veracruz y Campeche, sin cortar las mercancías procedentes de Cartagena de Indias del Virreinato de Nueva Granada y de La Habana en Cuba, que eran constantemente atacadas por lo que necesitaban de una defensa naval constante. La primera batalla naval en costas mexicanas fue en el año de 1568 en Veracruz durante la tercera expedición del corsario John Hawkins, quien buscaba reparar las cinco embarcaciones que comandaba y que fueron sorprendidas por una tempestad en Cabo San Antonio, Cuba, por lo que decidió costear México por Cabo Catoche donde creyó conveniente reparar sus naves en Las Ventas de Buitrón, hoy San Juan de Ulúa. Arribó al mismo el 15 de septiembre sin sospecha alguna pues se esperaba la llegada de la flota que traía al nuevo Virrey Martín Enríquez de Almansa, por lo que fácilmente Hawkins se hizo de la plaza tomando como prisioneros a la guarnición. La flota del Virrey, compuesta de 13 galeones bien armados esperaban el ataque. Durante la noche del 22 de septiembre, Martín Enríquez de Almansa dio la orden de ataque. En la madrugada del 23, Hawkins, vio el avance del enemigo, que ordena disparar contra ellos, sin embargo, los españoles utilizaron primero el ataque con sus arcabuces para luego hacer lo propio con su artillería. Las embarcaciones de Hawkins quedaron destruidas, siendo el Minion incendiado, el Jesús de Lubeck capturado, el Ángel y el "Swalow" fueron hundidos después del ataque español. Esa misma tarde, los españoles recuperaron la guarnición y arman el ataque final contra los ingleses que habían caído en la desesperación y trataban de salvarse subiéndose al semihundido Minion. Hawkins, después se dio cuenta de la falta de su buque "Judith", que había salido con rumbo a Inglaterra y que era comandado por Francis Drake quien después llegaría a ser el primer comandante en completar la circunnavegación al planeta y uno de los comandantes y piratas más temidos en todo el planeta, a esta acción de guerra se le conoció pronto después como la batalla de San Juan de Ulúa. Este tipo de incidentes en el golfo de México y en el mar Caribe dieron lugar a que en el año de 1595 se tuviese la idea de que España requería de una Armada que tuviese presencia permanente en América, con el objeto de proteger los puertos y buques de ataques de piratas. La misión de la misma sería ir a Nombre de Dios, hoy Panamá, acompañando a las galeras de Cartagena, Colombia, con el fin de llevar plata a la misma esperando la llegada de los galeones provenientes de España, así como acudir a Cabo de San Antón, Cuba, y proteger la flota de la Nueva España, y acudir a la misma si fuese necesario.
A pesar de aquellas buenas intenciones, el tiempo pasó y sin resultado alguno de esta formación. Uno de los primeros proyectos hablaba de la creación de una doble defensa en la mar que consistiría en colocar dos galeones y una fragata en Canarias, y dos flotas más constituidas de lo mismo que patrullarían la costa de Tierra Firme hasta Nombre de Dios, Panamá, Cartagena de Indias y Santa Marta en Colombia, Cabo de la Vela en Venezuela, Isla Margarita, y Dominica; así como otra flota que cruzara por Puerto Rico, Santo Domingo, Cuba y Jamaica. Estos planes no contemplaban el uso de ningún puerto de la Nueva España, pues Veracruz o Campechese encontraban menos expuestos lejos de los ataques que procedían del océano Atlántico. Pasaron así 45 años sin que aquel asunto diera frutos, aunque la creación de la llamada Armada de Barlovento a veces parecía una realidad, otras veces parecía ser tan sólo un sueño de algunos, pues cuando se hablaba de la construcción de un número de buques, simplemente el dinero no alcanzaba siquiera para la mitad de los mismos hasta que en el año de 1640 llegó a la Nueva España el Virrey Diego López Pacheco, quien dirigió sus esfuerzos a la construcción de dicha Armada pues prestó seis navíos, para que la Armada comenzara sus patrullajes. En la junta que se hizo en Veracruz se encontraba el general de la flota, Roque Centeno; el almirante Juan de Campos; Alonso de Contreras, así como Juan Blázquez y José de Valdez, tesorero y contador respectivamente, y por último Diego de Aldana, quien era el capitán de mar y guerra de la flota. Los primeros galeones que formaron parte de la Armada de Barlovento, que eran de origen mercante y que el gobierno virreinal compró a 40 ducados la tonelada fueron el Concepción de 300 toneladas, el Nuestra Señora del Rosario de 230, el San Antonio de 400, una urca de 400 construida en Jamaica española, un patache de 150 y una fragata de 400 que fue construida en Campeche, y de estos últimos no se tienen registros de sus nombres. Los navíos fueron enviados a La Habana, donde serían armados para su uso militar. Al poco tiempo, unos buques ingleses fueron vistos de Alvarado donde se construían dos galeones para uso la Armada, por lo que al saberse eso en Veracruz, el almirante Antonio de la Plaza se dirigió en busca de ellos, esa sería la primera vez que la Armada de Barlovento enfrentaba un combate naval, lo que sucedió el 9 de junio de 1641 cerca de Río de Caña, Veracruz, tomando presa la nave y a 22 prisioneros. Sería la primera vez en que los piratas fueron interceptados en costas mexicanas. La Armada de Barlovento rara vez se encontraba en Veracruz, y sólo lo hacía para descanso de la tripulación. El Virrey Payo Enríquez de Rivera ordenó en 1673 la colonización de Hawái, antes conocidas como islas de la Mesa. Durante el gobierno del Virrey Payo Enríquez de Rivera se ordenó en 1678 la construcción de las primeras escuelas de artillería en los reinos españoles, siendo construidas en Veracruz, La Habana y Cartagena así como el uso de la Armada de Barlovento contra los piratas en la ciudad de Santa Marta, sin embargo, desentendido de las costas de la Nueva España, los piratas tomaron Campeche en julio de 1678 y tomaron el dinero de las cajas reales y la plata de Panamá. Alejandro Farnesio había advertido a Tomás De la Cerda y Manrique de Lara de los constantes ataques de las que era la Nueva España, haciendo caso omiso de esto, el 17 de mayo de 1683, Francois Grammont y Laurent Graff, desembaron en Punta Gorda con un grupo de piratas que movilizándose por la playa norte y el arroyo de Vergara llegaron a la ciudad de Veracruz, que fue sorprendida, fallando todos los dispositivos de defensa del puerto, muriendo en la defensa innumerables ciudadanos, los piratas huyeron cuando se acercaba la flota de Diego de Saldívar, pues ya habían saqueado el puerto. Después de ese suceso, la Armada de Barlovento fue reorganizada y se le dio el mando a Andrés Ochoa y Zárate para que protegiera estas costas. En 1688 arribó a gobernar Gaspar De la Cerda Sandoval Silva y Mendoza, que envía a Santo Domingo una expedición para derrotar y sacar a los franceses que la habían ocupado, por lo que necesaria la ayuda de la Armada de Barlovento compuesta de seis buques de línea y una fragata, transportando a 2,600 soldados mexicanos. El virrey De la Cerda acudió a la misma por el estado de guerra que existía entre España y Francia. La ocupación francesa generó una movilización general por toda la isla, hasta que la Armada llegó el 9 de noviembre. 
La flota zarpó de Veracruz el 19 de julio de 1690 con órdenes de escoltar una embarcación, sin embargo, después se le ordenó desalojar las tropas francesas por medio de un doble frente pues mientras el ejército partía de Santo Domingo el 21 de diciembre, pocos días después la Armada se dirigía al puerto de Manzanilla. Allí se concentraron las fuerzas, y las embarcaciones se dirigieron a Guárico y así ocupar el paso de Puerto Paix, y evitar que los franceses se aprovisionaran. En dicha batalla murieron 400 franceses y 47 españoles, logrando la desocupación francesa de Guárico. También lograron apresar a dos navíos de 28 y 24 cañones, que habían llegado de Francia, y una fragata de 16 piezas. Sariego del Castillo escribiría acerca de la batalla: 

"El gobernador francés de Guarico fue de la opinión de presentar una emboscada, pero el Teniente del Rey De Tranquesnay opinó, de acuerdo con el consejo de guerra, que fueran esperadas las fuerzas expedicionarias en la llanura de la Limonada, donde escogió un sitio ventajoso, y después de haber jugado la artillería y la fusilería, acometieron los franceses al arma blanca con tal furor que ya creían derrotados a los mexicanos. Con toda oportunidad acudieron quinientos lanceros que estaban en la reserva y que hicieron prodigios de valor, se ordenaron a merced de ello nuevamente las líneas mexicanas que a su vez cayeron sobre los franceses, quienes no pudiendo resistirlas fueron completamente derrotados, no quedando con vida, sino los que se refugiaron en los bosques".

El virrey Juan de Acuña de Casa Fuerte estableció en 1722 la primera fudición de artillería en Orizaba, Veracruz. Durante su mandato generó grandes beneficios en cuestiones militares pues se apresaron una balandra y una fragata inglesas que se encargaban del tráfico de palo de tinte, todo esto entre Cabo Catoche e Cozumel. El éxito generó que fueran armadas en Campeche varias piraguas que después comandaría Esteban de la Barca sorprendiendo con 24 hombres en el Río Belice a una fragata de 24 cañones con cuarenta y cuatro marinos ingleses. En su administración, llegó al fuerte de San Juan de Ulúa una remesa de cañones hechos en Filipinas por la vía de Tehuantepec y se creó un astillero en Coatzacoalcos así como un cuerpo de Infantería de Marina en servicio de la Armada de Barlovento. La Armada de Barlovento fue desmembrada por Fernando VI que comunicó al Marqués de Ensenada, quien en ese entonces era el ministro de la corte de Guerra y Marina, y llegó al Virrey de la Nueva España a finales de septiembre de 1748, a través de una carta transportada en una goleta particular que arribó a Veracruz, la carta había llegado con retraso pues el navío que la transportaba fue apresado por buques ingleses en el Canal Vieja, decidiendo el Ten. José De las Casas, comandante del barco, arrojar al agua todos los documentos. Durante el último cuarto del siglo XVII, se realizaron nuevas expediciones, dirigidas por la Nueva España pues el embajador de España en Moscú informó que los rusos se encontraban por esas tierras, así que se emprendió una campaña de reconocimiento del norte de las Californias para encontrar establecimientos rusos. Juan Pérez Mallorquín y Estaban José Martínez zarparon del puerto de San Blas en Nayarit, el 24 de enero de 1774 y el 9 de agosto dieron el nombre de San Lorenzo a la isla de Nutca, regresando el 27 de agosto de 1774 después de una campaña de 8 meses. El siguiente año salió de San Blas la segunda expedición comandada por Bruno de Haceta, Juan de Ayala y Juan Francisco de la Bodega y Quadra. Juan Francisco de la Bodega y Quadra descubrió la desembocadura del río Columbia a la que dio el nombre de entrada de Haceta así como el pico de San Jacinto, hoy conocido como el monte Edgecumb en la ciudad de Sitka, Alaska y el Puerto de Bucareli en la isla Príncipe de Gales. En 1776 se ordenó una nueva expedición, por lo que se mandaron construir en Guayaquil las corbetas Princesa y Favorita que salieron de San Blas el 11 de febrero de 1779 al mando de Juan Francisco de la Bodega y Quadra e Ignacio Arteaga. En Orizaba de igual forma, se construyeron los primeros cañones barrenados y torneados en sólido en calibre de a cuatro por Diego de Panes. En octubre de 1789 el virrey Juan Vicente de Güemes Pacheco y Padilla mandó forrar de cobre los cascos de los guardacostas. En 1790 se mandó una nueva expedición con dirección al norte compuesta de una flotilla con la Fragata Concepción, el paquebote San Carlos y la balandra Princesa Real, con el fin de colonizar la isla de Nutca, el comandante, Francisco Eliza logró construir algunas edificaciones, ordenando a los oficiales Salvador Fidalgo y Manuel Quimper exploración, conquista y el levantamiento de planos de la misma. La última expedición salió de Acapulco con las goletas Sutil y Mexicana que eran comandadas por Dionisio Alcalá Galiano y Cayetano Valdés, que se encontraron con los navegantes George Vancouver y Broughton que realizaban las mismas investigaciones. El teniente de navío Jacinto Caamaño, fue enviado junto a su fragata Aranzazu a explorar el norte. Caamaño salió de San Blas el 20 de marzo de 1792 recorriendo durante 6 meses la parte septentrional de las islas de la Reina Carlota y el sur de la isla Príncipe de Gales. Se encuentra pues, en el México novohispano, a las razones históricas por las que muchas veces en las toponimias de diversos países como Canadá y los Estados Unidos se encuentren nombres hispanos. En el siglo XIX, Félix Berenguer de Marquina, en ese entonces Teniente General de la Real Armada, fue hecho prisionero por marinos ingleses cerca de Cabo Catoche en su viaje con destino al puerto de Veracruz. En calidad de prisionero fue enviado a la Jamaica británica para después regresar a México. Los ingleses nunca dejaron de bloquear el puerto de Veracruz, además de que su poderío se había extendido en Europa y América. 
España, que se alió con Francia después de las firmas de la Paz de Basilea, implicó que después de la firma del Tratado de San Ildefonso existiese de nueva cuenta una ruptura de relaciones con Gran Bretaña. En los años posteriores, España ya no pudo mantener el poder naval que lo había caracterizado y para contener las hostilidades de Inglaterra, que terminaron en un desastre español durante la batalla de Trafalgar, ocaso del poder naval español. Los ingleses pues transitaban con libertad por costas mexicanas haciéndose de víveres en los puertos, sin embargo, ya no existía marina de guerra que las protegiese, las demandas de los virreyes nunca fueron escuchadas, pues el poderío que antes España tuvo se había perdido. En 1808, a partir de la abdicación de Fernando VII en favor de Napoleón, y el estallido de la guerra de la Independencia Española y la desobediencia del Virrey Venegas que no acataba las órdenes de Madrid, comenzaron a gestar la lucha de independencia en México.

## Revolución de Independencia

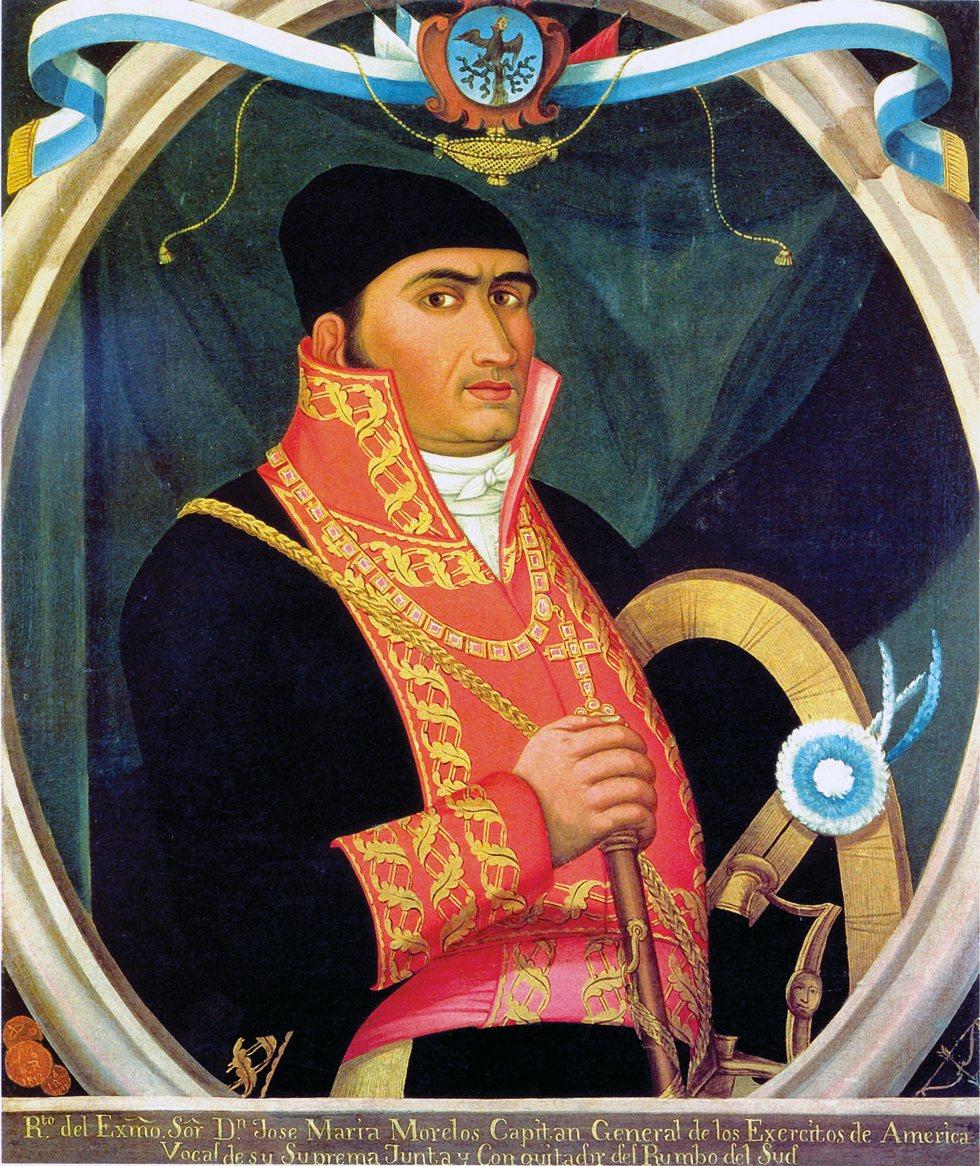
Morelos creyó conveniente lograr de alguna forma el control del comercio marítimo imperial.

El movimiento de independencia de México fue lento y difícil, afianzado gracias a diversos acontecimientos acaecidos teniendo como consecuencia inmediata la terminación de tres siglos de dominación española en territorio mexicano. La lucha de 11 años de guerra puede dividirse en dos principales etapas: la primera, que estuvo dirigida por Miguel Hidalgo e Ignacio Allende y que terminaría con el fusilamiento de ambos y la segunda etapa con José María Morelos y Pavón, que más tarde concluiría Vicente Guerrero. Los cinco años que continúan después de la muerte de Morelos dan por inicio al ocaso de la insurgencia, siendo el virrey Félix María Calleja del Rey su principal causante pues ejerció una serie de medidas que generaron terror entre las filas insurgentes, así como de su estrategia política y control militar, pero sobre todo la metódica y cuidadosa ofensiva que planeó en el año de 1813, llegaron a ser los principales factores del derrocamiento. Los insurgentes, por su parte, a su modo de guerra de guerrillas, utilizaron todos los medios a su alcance para concretar victorias, llevando a cabo tanto métodos no profesionales como profesionales pues existían diferentes personalidades que caracterizaban a los jefes insurgentes; se encontraban en los planes estratégicos de los insurgentes, diversas operaciones logísticas para lograr un control de las más importantes vías de comunicación, con lo que podrían asegurar un mejor control de territorios que beneficiaría al desplazamiento de su tropa así como la generación de víveres. El control de las vías marítimas fue, de cierta forma, una de las tantas preocupaciones de los cabecillas insurgentes, a pesar de que estos, estaban en cierta medida restringidos a ella por no contar con los suficientes recursos económicos. 
El general José María Morelos y Pavón expidió el 14 de julio de 1815 un decreto en donde se autorizaban las patentes a quién quisiese apoyar a la causa independentista del país, afectando al comercio marítimo del imperio, de igual forma creaba las banderas nacionales de guerra, parlamentaria y de comercio. Morelos ya antes había ordenado al general Victoria, quien entonces era el comandante militar de la zona de Veracruz, apoderarse un lugar en la costa donde los insurgentes pudieran establecer un puerto y de esa forma recibir armas y municiones que agentes adquirirían en Estados Unidos, siendo establecido en Boquilla de Piedras, que se encuentra a unos 50 km al norte de Veracruz. El coronel Peredo logró mantener cierto contacto con el militar francés Jean Lafitte, que por cierto operaba por tolerancia de los Estados Unidos, teniendo su cuartel general en la isla de Barataria, en la bahía de Nueva Orleáns, recibiendo siete embarcaciones mexicanas: la goleta La Velona de 95 hombres, la goleta La Guerrera de 86 hombres, la goleta La Republicana de 80 hombres, la goleta La Elisa de 40 hombres, la goleta El Terrible de 75 hombres, la corbeta Brutus con 122 hombres y la goleta La Mexicana de 60 hombres. Por lo cual, en 1816 se concentró en Boquilla de Piedras, una escuadrilla que comandaba Louis Ory conformada por las goletas La Mexicana y Morelos. Juan de Galván ayudó a la causa independentista mexicana armando un corso y comandando la goleta La Patriota que transportó algunas armas a puertos insurgentes y que en septiembre de 1816 se enfrentó a la goleta española La Numantina frente al puerto de Coatzacoalcos, capturándola y llevándola a Nueva Orleáns donde se la entregó al general Francisco Xavier Mina en apoyo de su expedición.
Uno de los principales jefes que sucedieron a Morelos, quizás el más dotado para la organización de tropas de línea a nivel profesional, fue Manuel Mier y Terán, quien conoce en Londres a Francisco Xavier Mina, animándolo a ir Nueva España a luchar por la insurgencia. Mina desembarcó con unos 300 hombres en Barra del río Soto la Marina, el 15 de abril de 1817, siendo fusilado el 11 de noviembre de 1817, ante el operativo desplegado por Juan Ruiz de Apodaca. A comienzos de 1820 la revolución de independencia llegó a un punto casi terminante, que continuó con la transacción hacia la consumación.

## Consolidación de la Independencia
Los años de gestación de México como país se encuentran entre los años 1821 y 1854. México, al lograrse consagrar como un país independiente, se enfrentó a una inestabilidad de todos niveles y órdenes, pues existían guerras civiles por todos lados, existió un Imperio así de como 5 constituciones y la creación de dos regímenes federales y dos centralistas.  Sumándole a estos problemas hay que contemplar los dos intentos de reconquista por España, las dos intervenciones extranjeras, la primera con Francia y la segunda y más desastrosa para México, la de los Estados Unidos, sufriendo la mutilación de la mitad de su territorio e incluso Santa Anna llegó a recurrir a una dictadura. 
Existía pues en México una lucha por como se debería organizar el país, unos creían que el modelo colonial sería el mejor mientras que otros consideraban mejor el modelo liberal, aunque este implicara un gran cambio para la nación.
Así pues, la agitada vida política del primer medio siglo como país independiente desviaron la atención del gobierno de los asuntos marítimos y el fortalecimiento de la Armada de México, a pesar de que esta hubiese sido necesaria.
Con su independencia de España, México optó en un principio por un gobierno monárquico constitucional que tendría un poder ejecutivo que sería representado por una Regencia de carácter provisional, mientras Fernando VII o un príncipe español llegaba a ocupar el trono, como esto no sucedió, el Tratado de Córdoba accedía a formar una Junta de Notables que se le dio el nombre de Junta Provisional Gubernativa, que gobernaría al país mientras el Congreso Constituyente dictaba una Constitución para el Imperio Mexicano, siendo nombrado en septiembre de 1821, Agustín de Iturbide como emperador y confiriéndosele el cargo de Generalísimo de las Armas de Mar y Tierra, o de otra forma Generalísimo Almirante. La Junta, ejerciendo su primer acto como tal proclamó el Acta de Independencia del Imperio. Organizando la administración pública según la ley del 4 de octubre de 1821 en 4 ministerios de estado: el de Relaciones Exteriores e Interiores; el de Hacienda; el de Justicia y asuntos eclesiásticos y por último el de Guerra y Marina, designando a Antonio de Medina Miranda como ministro del mismo, quien anteriormente era oficial de la Armada de España. A la caída del imperio se cambió el nombre de Ministerio por el de Secretaría, siendo nombrado el general José Ignacio García Illueca, que al fallecer al poco tiempo fue sustituido por el general brigadier José Joaquín de Herrera.

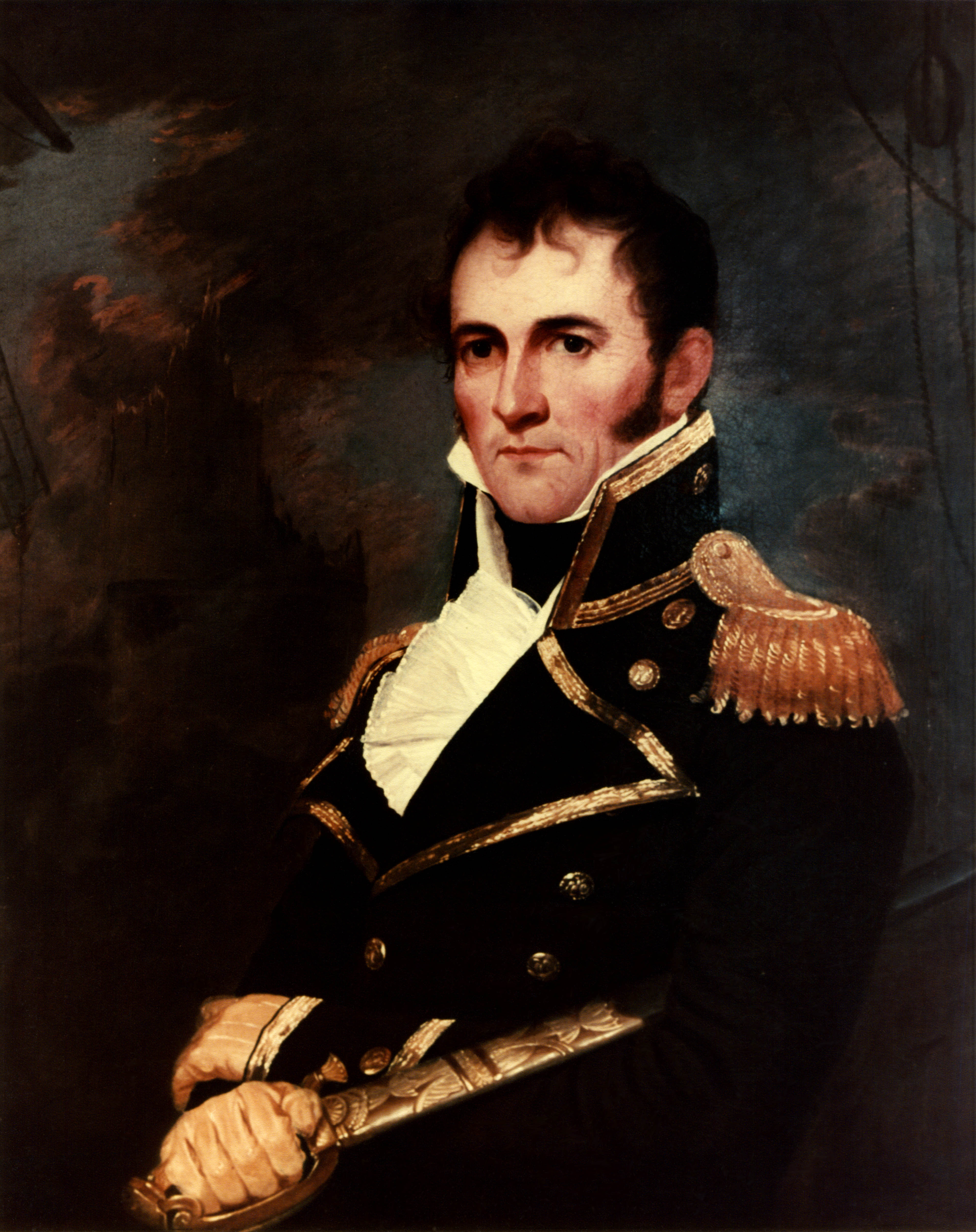
El Comodoro David Porter, clave durante los Intentos de Reconquista en México.

Durante los primeros años de México como país independiente se encontraba un constante peligro a la recén nacida nación, pues existieron algunos amagos extranjeros que pusieron al descubierto la debilidad del poder naval de México, en ese entonces casi nulo. Antonio de Medina Miranda, en ese entonces ministro de guerra y marina durante el reinado de Agustín de Iturbide, fue el primero en indicar la necesidad de la Marina mexicana para vencer al último reducto español, que se encontraba en San Juan de Ulúa. El general español José María Dávila, quien era gobernador de Veracruz se comprometió a entregar la plaza a manos del general Antonio López de Santa Anna, sin embargo, este reunió víveres, soldados y municiones al Castillo de San Juan de Ulúa, tratando de conservar para el Imperio esa porción de tierra y buscar la reconquista desde ese lugar, pues, a los pocos días siguientes de ser sólo 200 soldados, la cifra se incrementó a más de 2,000. Agustín de Iturbide, que consideraba inútil la batalla porque no existían embarcaciones mexicanas que pudieran enfrentar a la flota española y que además, tratar de generar la toma desde los baluartes de Veracruz era imposible porque no se disponía de artillería gruesa, trata de entablar negociaciones. 
La situación de paz se puso aún más crítica con la llegada del brigadier español Francisco Lemaur, pues este, al no poder dictar leyes en suelo mexicano (cercanos a la fortaleza), rompió fuego sobre el puerto de Veracruz, obligando al Estado Mexicano a organizar un bloqueo y hostigamiento naval en 1825, que culminaría con la Toma de San Juan de Ulúa, siendo esta la primera batalla librada por la Armada de México. Cumplida la misión que le fue conferida al capitán Pedro Sainz de Baranda y consolidada la independencia mexicana, el gobierno mexicano llegó a la conclusión de que el Imperio español, al negarse a reconocer los Tratados de Córdoba, seguiría buscando la reconquista de México utilizando a Cuba a como base, que por su cercanía del territorio nacional representaba una amenaza para la naciente nación. Lucas Alamán, quien en ese entonces era el ministro de Relaciones Exteriores, evaluó la amenaza militar que Cuba era para México. A comienzos de 1824 la política exterior de Lucas Alamán se centró en la idea de anexar la isla de Cuba a territorio mexicano, creyendo que con las fuerzas armadas mexicanas y alentado por ofertas de ayuda de Inglaterra y Francia, se podría lograr aquel cometido, sin embargo, Estados Unidos, ya veía a Cuba en plan de expansión. 
El éxito obtenido durante la Toma de San Juan de Ulúa, motivó al gobierno a girar una política a favor de crear una armada potente y mejor entrenada, de acuerdo a lo dicho por el general José Joaquín de Herrera, por lo que se contrataron los servicios del Comodoro David Porter, quien fuese héroe de la guerra anglo-estadounidense de 1812, y que fue suspendido de la Armada de los Estados Unidos por un consejo de guerra que consideró que se había excedido su mando durante un incidente en Puerto Rico. David Porter toma el mando de la flota mexicana, que era compuesta por la fragata pesada Libertad de 40 cañones, el bergantín Victoria de 20 y los bergantines Bravo y Hermon de 18, con las órdenes de hostigar las líneas de comunicación marítima de que entonces tenía Cuba. 
Así pues, la naciente marina de guerra mexicana fue en todos los sentidos muy exitosa ya que, se logró desalojar a los españoles de la fortaleza, siendo esta su primera batalla y su primera victoria y lograr el objetivo que podría significar el último intento de reconquista imperial. Un año después, se puso en marcha el proyecto de Lucas Alamán,  pues la Armada comenzó a llevar a cabo operaciones de crucero en aguas cubanas para apoderarse de la isla o en su defecto iniciar un movimiento de independencia, así como atacar al comercio marítimo español. Francisco Pizarro Martínez, quien era agente secreto del gobierno mexicano en Nueva Orleáns, escribe en su informe los enormes avances en cuestión de disciplina que se obtuvieron con la llegada de Porter, a quien se sumó su hijo David Dixon Porter y su sobrino David Henry Porter, a quién se le confirió el grado de Capitán de Navío y el mando del bergantín "Guerrero". El 8 de diciembre de 1826 zarparon de Veracruz e hicieron Cayo Hueso como la principal base de operaciones. y el 10 el "Guerrero" hostiga al bergantín español Marte y a la goleta Amelia por la altura de Mariel, así como la batalla de Mariel en donde pierde la vida el capitán David Henry Porter. Las acciones políticas de Joel Robert Poinsett, embajador estadounidense en México, complicaron la formación de la Armada mexicana, creando una cierta anarquía que fomentaba entre los principales líderes mexicanos, quedándose poco a poco sin personal ni embarcaciones. En esta situación, David Porter solicita su baja de la Armada de México en julio de 1829. A pesar de eso, en el año de 1829 se desarrolla la expedición española a Cabo Rojo, desarrollándose la batalla de Tampico, donde se logra poner fin a los intentos de reconquista españoles.

## Primera Intervención Francesa
La Primera Intervención Francesa, se desarrolla en el año de 1838 y es usualmente referida con el peculiar nombre de la Guerra de los Pasteles ya que tuvo como antecedentes las reclamaciones que Francia hacia al gobierno mexicano por las Declaraciones Provisionales de 1827, en las que se denunciaban saqueos y daños a propiedades de franceses durante unos disturbios en México como lo fueron el Motín del Parian, Tehuantepec, Oaxaca y Orizaba. Uno de los muchos daños que reclamaban los franceses fue la de un pastelero que trabajaba en Tacubaya, en la que exigía una suma de $60,000, que supuestamente se habían comido los rebeldes. Francia exigió a México la suma de $600.000 mil pesos para cubrir la completa indemnización a los ciudadanos franceses que habían sido perjudicados, así como la destitución de algunos funcionarios mexicanos y que esta fuese la nación más favorecida en cuestiones de comercio y navegación en aguas mexicanas. El gobierno mexicano no se quiso hacer responsable de los daños que se habían efectuado durante la guerra civil, proponiendo la solución del problema a un tercero, lo que recibió la negativa del barón de Deffaudis, enviando una escuadra al mando de Bazoche que declaró el 16 de abril de 1838, un bloqueo a todos los puertos mexicanos, dañando aún más la economía mexicana. Como México no accedió a las condiciones que exigía Charles Baudin, comenzó la guerra. La escuadra francesa abrió fuego sobre Ulúa, que sufrió serios daños. El baluarte de San Miguel quedó completamente destruido y los muertos y heridos fueron en su mayor parte de la Armada de México, siendo uno de ellos, el capitán de fragata Blas Godínez Brito. El 28 de noviembre de 1838 los marinos y soldados que defendían Ulúa, no teniendo otro camino, capitularon. La escuadra francesa que llegó al Golfo de México durante la primera intervención francesa, estuvo conformada, principalmente, por las Fragatas Glorie, Médée, Créole, Naiade, Herminie, Iphigénie, los bergantines Cuirassier, Zebre, Lapérousse, Eclipse, Laurier, Dunois, Volticeur, Dupetit, las bombardas Cyclope y Vulcain y las corbetas Sarcelle y Fortun.

## La guerra con los Estados Unidos
La guerra contra los Estados Unidos entre los años 1846 y 1848, significó una derrota militar absoluta y una de las más amargas experiencias que ha sufrido el país. Por primera vez en la historia de México se padeció la primera ocupación de la capital de la república además de perder aproximadamente la mitad del territorio que se tenía. Las causas de la guerra han sido muchas veces calificadas de "absurdas" e "injustas" sin embargo, la diferencia de desarrollo de la sociedad mexicana y la estadounidense decidieron el futuro de la misma. 
Estados Unidos tenía objetivos expansionistas e imperialistas pues estableció diversas estrategias de compra y en su defecto de conquista en pro de poseer nuevas tierras, claro ejemplo de esto es el constante crecimiento de su territorio desde su fundación hasta antes de la guerra con México, su territorio se había extendido de una pequeña franja en la costa del Atlántico hasta los límites con Texas, Nuevo México y California. Varios fueron los factores que hicieron en primer lugar, la población estadounidense estaba conformada de inmigrantes europeos que buscaban la mejora de su economía y de sus tierras, en segundo lugar, puede considerarse un profundo nacionalismo y fe al sistema político regente, lo que los llevó a crear el Destino Manifiesto. México, por el contrario, presentaba un panorama bastante diferente, pues en el proceso del país se encontraban las prolongadas luchas, como la de independencia y los constantes conflictos por la organización política que habían llevado al gobierno del país a la bancarrota, pesimismo e inexistencia de un sentimiento de nacionalidad, considerándose unos criollos, mestizos o indígenas, pero no mexicanos. El territorio mexicano del norte se encontraba abandonado y a pesar de los muchos esfuerzos de poblarlo, estos habían fracasado. Las relaciones diplomáticas entre México y los Estados Unidos se encontraban deteriorándose progresivamente en las primeras décadas del siglo XIX. Los problemas iban desde la cuestión de los límites de los dos y la presión estadounidense a México con el fin de que este le vendiese parte de su territorio. Con la independencia de Texas se viene a dar el rompimiento total, pues México había reclamado sus derechos sobre el territorio perdido, dándose el 4 de marzo de 1845 Texas la anexión a Estados Unidos, a pesar de las protestas que hacía México, durante la presidencia de James Polk.
El entonces presidente de México, José Joaquín de Herrera, decidió seguir el consejo que le había hecho Inglaterra de reconocer la independencia de Texas si este no se anexaba a los Estados Unidos al conocer la noticia de la anexión de Texas. Texas, hizo caso omiso a México y confirmó su incorporación a los Estados Unidos el 4 de julio de 1845. Sin embargo, Estados Unidos pretendía hacer a México reconocer al Río Bravo como el verdadero límite de Texas y además de eso presionaba la venta del territorio de California, lo que evitó cualquier arreglo con los estadounidenses. Los Estados Unidos colocaron tropas en la frontera mexicana pretextando el resguardo de un posible ataque mexicano a Texas, lo que evidentemente dio inicio al conflicto, dando tintes de seriedad a incidentes entre ambas tropas, por su cercanía. La Armada de México, por su parte sólo existía en los papeles, casi todo el personal de marina se encontraba a las órdenes de generales del ejército, servía en las fortalezas militares o en los cuarteles costeros del ejército. Después de la anexión de Texas por los Estados Unidos, surgieron otros incidentes que se fueron sumando, dando el inicio de las hostilidades formales. 
El comodoro Frank Forest arribó al mando del St. Louis  en el puerto de Monterey, California en junio de 1840, con pretexto de proteger los derechos de ciudadanos estadounidenses mientras el comodoro Jones desembarcó con una flotilla en el mismo lugar, demandando la rendición la plaza pues este creía que la guerra ya había estallado, las protestas del gobierno mexicano solo lograron que el comodoro ofreciera una disculpa en octubre de 1842.
El comodoro David Conner, quien en ese entonces era el comandante de la flota del océano Atlántico recibió órdenes de patrullar en aguas mexicanas en abril de 1844, mostrando el poder militar estadounidense. El 23 de mayo, Estados Unidos notificó al congreso mexicano que este ya había anexado a Texas, lo que generó que México se negara a reconocer el tratado. Los siguientes acontecimientos muestran como se desarrolló el avance estadounidense por medio de su marina: 
| Fecha                    | Acontecimiento |
| ------------------------ | --- |
| 18 de abril de 1845      | David Conner lleva a su flota a Antón Lizardo. |
| 28 de agosto de 1845     | El gobierno estadounidense ordena el bloqueo de los puertos mexicanos. |
| 18 de noviembre de 1845  | El comodoro John D. Sloat al mando de la flota del Pacífico fondea en Mazatlán. |
| 13 de mayo de 1845       | Ambos gobiernos reconocen su estado de guerra. / Comienza el bloqueo absoluto de puertos mexicanos.                                                                                         |
| 16 de junio de 1846      | México declara la guerra a Estados Unidos. |
| 29 de julio de 1846      | Sloat entrega el mando a Robert F. Stockton, ya habiendo capturado los puertos del norte de Mazatlán. / Caen Los Ángeles, Monterey y San Diego.                                             |
| 7 de agosto de 1846      | David Conner llega con su flota a Alvarado pero el mal tiempo lo obliga a abandonar su posición, retirándose a Antón Lizardo.                                                               |
| 2 de septiembre de 1846  | La fragata La Cyene toma y desembarca en el puerto de San Blas. |
| 7 de septiembre de 1846  | Las tropas invasoras del Warren, que comandaba el comodoro Hull, toman el Puerto de Mazatlán.                                                                                               |
| 23 de septiembre de 1846 | El comodoro Perry se une al comodoro Conner. |
| 15 de octubre de 1846    | La fuerza naval invasora de 4 fragatas y muchas corbetas se compone en dos divisiones, una comandada por el comodoro Perry y la otra por Conner con el fin de atacar el Puerto de Alvarado. |

El capitán de fragata Tomás Marín, que era el comandante general de la Costa de Sotavento, reunió todos los medios que tenía a sus manos para proteger el fuerte de Alvarado, con la ayuda del capitán de fragata Pedro Díaz Mirón, comandante del fortín y Juan Laine, Comandante del Fortín de Santa Teresa. La artillería de la Marina, se encontraba en muy mal estado y solo era manejada por 30 marineros, 1 condestable y 8 soldados de infantería. La población civil fue evacuada, quedando en el pueblo unos piquetes de la Guardia Nacional de Alvarado, Tlacotalpan, Cosamaloapan y Acayucan.
A las 2 p. m.. los estadounidenses comenzaron el desembarco, penetrando en el Puerto y disparando sus cañones para rendir la plaza. Los disparos recibieron de inmediato la contestación desde la fortaleza. El teniente Laine concentró todo su fuego sobre el buque insignia, ya que creía que los cañones no eran suficientes para rendir todas las embarcaciones, como consecuencia, el Comandante estadounidense ordenó la retirada.
El siguiente día, el comandante Perry se apoderó del Puerto de Frontera, dirigiéndose a la desembocadura del Río Usumacinta. Perry continuó río arriba hasta San Juan Bautista, encontrándose con el entonces Comandante Militar del lugar, el coronel Juan B. Traconis que recibió una comisión de marinos estadounidenses exigiéndose la rendición de la plaza, siendo la respuesta recibida por Perry: “Diga usted al Comodoro Perry que primero moriré con mi guarnición antes de entregar la plaza”. El bombardeo comenzó con el fin de rendirla, siendo en los primeros disparos rota el asta bandera del Cuartel General, eso mismo generó que la escuadra invasora pensase que ya se había dado la rendición de la plaza, por lo que suspendieron el fuego y enviaron a una nueva comisión a indagar, recibiendo la misma respuesta y diciendo que el mismo fijaría el asta bandera en lo alto de la torre de la Iglesia, por lo que el fuego continuó hasta mediodía en que Perry regresó a Frontera ante la impotencia de tomar la plaza. El 14 de diciembre Matthew Perry logra tomar Ciudad del Carmen y el 5 de marzo de 1847 llega el General Winfield Scott a Anton Lizardo para lograr coordinar junto con Conner el plan del desembarco de tropas con el fin de tomar Veracruz.
8,600 hombres que habían sido divididos en tres grandes columnas al mando de los generales William J. Worth, Robert Patterson y David E. Twiggs desembarcaron el 9 de marzo en playa Collado, luego de lo cual avanzaron sin encontrar resistencia. El 20 de marzo el comodoro Perry releva a David Conner, haciendo un viaje de Estados Unidos a México en el Missisipi. El 22 de marzo las fuerzas estadounidenses se encontraban en posición de ataque, tanto por mar como por tierra, exigiendo el general Winfield Scott al general Juan Morales la rendición y evacuación de la plaza, para lo cual dio un plazo de dos horas. Morales optó por el combate sabiendo de antemano las nulas posibilidades de victoria. El bombardeo se inició a las cuatro de la tarde y continuó durante toda la noche hasta el 27 de marzo cuando cayo Veracruz en manos invasoras. Durante el combate se distinguió por el bando mexicano, el teniente de marina Sebastián José Holzinger que comandaba la artillería del baluarte Santa Bárbara ya que durante el bombardeo una bala hizo que se rompiera la driza de la bandera que inevitablemente cayó, por lo que el teniente Holtzinger subió al Merlón atándola de nueva cuenta, sin embargo otra bala arrancó el Merlón, levantándose nuevamente y volviendo a colocar la bandera, logrando sostenerla inclusive bajo la lluvia de balas que caían sobre el baluarte. Durante los años de guerra los puertos mexicanos del Pacífico y Golfo fueron bloqueados y tomados, cayendo varios marinos en diversas acciones como en la defensa de San José del Cabo, en la que cayó el Teniente José Antonio Mijares el 21 de noviembre a consecuencia de las heridas sufridas.
Después de la pérdida de la capital, y ya sin poder continuar con resistencia posible, ya que México carecía de las armas y poder económicos suficientes para continuar la guerra desde otros frentes, se negoció un tratado de paz, firmado en Guadalupe Hidalgo, por representantes de México y de los Estados Unidos en febrero de 1848. El supuesto tratado estuvo titulado como “Tratado de paz, amistad y límites”. Esa guerra fue muy desigual, sin embargo tanto la marina como el ejército mexicano pelearon en defensa del territorio, que al final se perdió.

## Segunda Intervención Francesa en México
La participación militar de la Armada de México durante la Guerra de Reforma fue casi nula, siendo la Segunda Intervención francesa el regreso histórico de la marina de guerra. El gobierno liberal mexicano era en ese entonces constantemente presionado por los Estados Unidos con el fin de que México llevara a cabo tratados con el gobierno estadounidense, pues querían que se les otorgara muchas concesiones como sucedió en el caso del Tratado Mac Lane Ocampo y con la solicitud de Buchanan al Congreso de México para que esta creara una ley que les autorizara a las fuerzas estadounidenses el uso de sus fuerzas para "garantizar" los derechos e intereses de sus ciudadanos residentes en México, buscando mantener la supremacía política y económica estadounidense en el continente americano. Esta política llegó a preocupar a las potencias europeas que siempre habían controlado la zona. Francia, Inglaterra y España habían creído conveniente el establecimiento y apoyo de gobiernos que fuesen monárquico-constitucionales en el continente americano, para poner fin a las ambiciones que tenían los Estados Unidos.
Sabiendo las potencias de los problemas en los que estaba el gobierno liberal mexicano para pagar todas las deudas surgidas por las constantes guerras, Inglaterra y Francia se pusieron de acuerdo en septiembre de 1861 de presionar al gobierno mexicano, por lo que enviaron una flota que ocupó las aduanas marítimas mexicanas, hecho que creían sería suficiente para el pago de sus reclamaciones. España por su parte, mando fuerzas de Cuba para atacar Tampico y Veracruz, proponiendo de igual forma a Francia e Inglaterra una operación conjunta para lograr el pago de sus deudas y poner “orden” en México, en esta opinión estuvo de acuerdo Francia pero no Inglaterra, acción que destruyó la alianza formada entre las tres potencias. Sin embargo Francia tenía planes de intervenir en la política mexicana e imponer un gobierno monárquico que trabajase bajo el orden francés, lo que tuvo el apoyo de marquistas y conservadores mexicanos, por lo que en vez de irse a Paso Ancho como habían prometido al gobierno mexicano en los tratados de La Soledad, se establecieron en Córdoba. El golfo de México fue escenario de constantes desembarcos y tomas de puertos por los franceses. La Armada de Francia comenzó a atacar los principales puertos mexicanos en 1864 utilizando su poderosa fuerza naval, de muchos marinos, embarcaciones y municiones con el fin de controlar el gobierno de Maximiliano, para lo cual colocaron embarcaciones a cuidar en los puertos de Matamoros, Tampico, Veracruz, Alvarado, Campeche, Sisal, Guaymas, Mazatlán, Manzanillo y Acapulco lo que siguió hasta septiembre de 1866 cuando retiraron todas sus fuerzas que se encontraban en México.

## Segunda Intervención Estadounidense en México

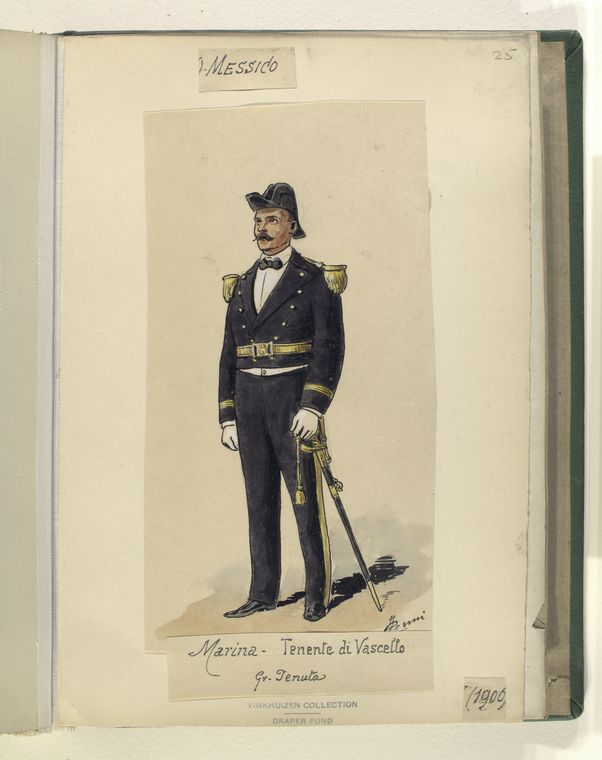
Dibujo del uniforme de un teniente de corbeta de la Armada mexicana en 1906.

El deterioro de las relaciones diplomáticas con el gobierno de los Estados Unidos y la guerra civil ocurrida en México después de la muerte del presidente constitucional de los Estados Unidos Mexicanos, Francisco I. Madero, llevaron a lo que se conoce como la segunda Intervención Estadounidense. Con el lanzamiento del Plan de Guadalupe el 26 de marzo de 1913 por Venustiano Carranza con el fin de derrocar a Victoriano Huerta, comenzaron a librarse los primeros enfrentamientos a principios del mes de mayo, entre las fuerzas constitucionalistas y los federales. Emiliano Zapata, logró desde el sur combatir al gobierno federal, quién a pesar de los intentos de Victoriano Huerta para que este se uniese a su ejército, hizo caso omiso a su carta, fusiló al coronel Pascual Orozco Merino, padre del general Pascual Orozco Vázquez y el 30 de mayo de 1913 cambió el Plan de Ayala, desconociendo al gobierno usurpador. 
Con la entrada de Woodrow Wilson al poder de los Estados Unidos, el antiguo embajador estadounidense Henry Lane Wilson fue retirado del cargo, acusado de intervención en los asesinatos de Francisco I. Madero y José María Pino Suárez, después de este hecho, Wilson desconoció el gobierno huertista, cambiando radicalmente la política estadounidense. Wilson, además de este cambio, el 3 de febrero de 1914 suspendió el embargo de armas que existía con los revolucionarios, reconociendo a los revolucionarios como parte beligerante, por lo que la obtención de armas sería más fácil. Wilson, puso toda su política a favor de los revolucionarios. Sin embargo, las esperanzas que el gobierno estadounidense puso en ellos se vieron frustradas con la entrada del General Obregón a la Ciudad de México y la presencia del “Varón de Cuatro Ciénegas”. Es entonces, al mismo tiempo de los anteriores acontecimientos que surge la Segunda Intervención estadounidense en abril de 1914, con motivo de la crisis diplomática entre los dos países. Al conocer los estadounidenses la noticia de que un barco alemán de nombre Ipiranga (el mismo que llevó a Porfirio Díaz con dirección a Europa) transportaba un importante cargamento de armas y municiones destinado al gobierno de Victoriano Huerta, la intervención estadounidense se desencadena en el puerto de Veracruz, distinguiéndose la población civil y los cadetes de la Escuela Naval Militar en la defensa del puerto. 
A comienzos del mes de abril de 1914, el Departamento de Estado de los Estados Unidos había dado instrucciones a todos los consulados que se encontraban en ese entonces en México, a que estos previnieran a sus connacionales para que estos estuviesen preparados para una “movilización que protegería la seguridad de los estadounidenses y sus familias”. La prensa nacional y extranjera, tomó con seriedad esta noticia pues ya muchos hablaban de lo inminente que era una intervención de los Estados Unidos en territorio mexicano. 
Frente al puerto de Tampico se encontraban varios buques de guerra extranjeros (estadounidenses, alemanes, franceses, ingleses...). Entre los estadounidenses estaban San Francisco, Chester, Connecticut, Dolphin, Des Moines, Cyclops y Solace, al mando del contraalmirante Henry T. Mayo. En el puerto de Veracruz estaban los acorazados Utah y Florida, al mando del contraalmirante Frank Friday Fletcher.

## Barcos históricos
- Goleta Iguala
- Navío Asia o Congreso Mexicano
- Bergantín Constante
- Bergantín Vicente Guerrero
- Vapor Guadalupe
- Cañoneros Libertad e Independencia
- Vapor de Guerra Democráta
- Cañonero Democráta
- Cañonero México
- Corbeta Escuela Zaragoza
- Barca Escuela Yucatán
- Pontón Chetumal
- Cañonero Tampico
- Cañonero Veracruz
- Cañonero Nicolás Bravo
- Transporte de Guerra Progreso
- Transporte Vicente Guerrero
- Cañonero Agua Prieta
- Acorazado ligero Anáhuac
- Buque Auxiliar Zaragoza II
- Buque Escuela Velero Cuauhtémoc

## Marinos ilustres
- Pedro Sainz de Baranda
- David Porter
- David Henry Porter
- Blas Godínez Brito
- José Antonio Mijares
- Sebastián José Holzinger
- José María de la Vega
- Othón P. Blanco Nuñez de Cáceres
- Ángel Ortiz Monasterio
- Manuel Azueta Perillos
- José Azueta Abad
- Virgilio Uribe Robles
- Eduardo Colina Martínez
- Carlos Castillo Bretón Barrero
- José Villalpando Rascón

- Datos: Q5899400